# Аристакесян, Ваграм Авакович
Ваграм Авакович Аристакесян (арм. Վահրամ Ավագի Արիստակեսյան, 4 [16] апреля 1899, Эрзурум, Эрзурум — 18 июля 1978, Ереван) — армянский советский хореограф, балетмейстер и врач. Заслуженный деятель искусств Армянской ССР (1958).

## Биография
В 1912 году окончил армянскую приходскую школу в Тифлисе, затем — бухгалтерские курсы (1914).
В 1915 году, получив подготовку на фельдшерских курсах Эчмиадзинских лазаретов, работал фельдшером. В 1918 году бежал на Северный Кавказ, работал по медицинскому профилю в Майкопе и Армавире.
С 1920 года занимался хореографией. Учился в школе танцев итальянского балетмейстера А. Иноченци (1920—1923). Одновременно сам преподавал хореографию. Организовал хореографическую студию при НК Просвещения Грузии, служил в театре оперы и балета.
В 1924 году переехал в Ереван. Организовал ансамбль армянского этнографического танца.
С 1932 по 1938 год был хореографом Театра оперы и балета им. Спендиаряна.
В 1931 году поступил в Ереванский медицинский институт. В 1934 году переехал в Москву, в 1936 году с отличием окончил 1-й Московский медицинский институт.
6 февраля 1938 года арестован по обвинению в антисоветской деятельности. Полтора года содержался в тюрьме НКВД Армянской ССР, по окончании следствия был осуждён на 5 лет исправительных работ. Срок отбывал на Колыме, работал чернорабочим на рудниках. Затем получил возможность врачебной практики, был врачом санитарного отдела поселка Адыгалах Магаданской области. В 1943 году был освобождён, переехал в поселок Хандыга (Якутия) и работал начальником медсанчасти, затем — главврачом и главным хирургом больницы НКВД.
В 1947 году вернулся в Ереван, работал заместителем директора и заведующим хирургическим кабинетом института рентгенологии и онкологии, а с 1949 года — заведующим онкологическим кабинетом 5-й ереванской больницы и начальником медпункта табачной фабрики.

## Фильмография
1930 — «Ануш» — Садко

## Память
Мемориальная доска в Ереване. Ул. Московян, 37.